# Coppa Intertoto Ernst Thommen
La Coppa Intertoto Ernst Thommen è stata una competizione che, secondo gli intendimenti degli organizzatori, la Federazione calcistica dell'Austria (OFB), la Federazione calcistica della Bulgaria (BFS), l'Associazione Svizzera di Football (ASF) e la Federazione calcistica del Belgio (URBSFA-KBVB) si sarebbe dovuta svolgere annualmente, nei mesi invernali, tra alcune formazioni europee non ammesse alla Coppa Uefa, al pari di quanto accadeva nei mesi estivi per la Coppa Piano Karl Rappan. La coppa venne intitolata al dirigente sportivo svizzero, già vicepresidente dell'UEFA, Ernst Thommen.  
Nella realtà la competizione divenne un supporto per le agenzie di scommesse sportive specialmente per i paesi dell'Europa dell'Est che operavano l'interruzione dei rispettivi campionati nei mesi invernali e per i concorsi pronostici di alcuni paesi dell'Europa occidentale che terminavano il campionato nei mesi antecedenti l'estate. 
La competizione, si svolse sia nei mesi estivi, sia nei mesi invernali a seconda delle esigenze delle agenzie di scommesse sportive e degli sponsor che collaboravano all'organizzazione.
Nella realtà si svolsero solo quattro edizioni della competizione (dal 1979 al 1982) e, fatta eccezione di alcuni casi, l'ammissione delle squadre partecipanti derogò rispetto all'originario intendimento che prevedeva l'invito esclusivo alle squadre che si fossero classificate nelle posizioni appena successive a quelle valide per la qualificazione alla Coppa UEFA. 
Nell'ultima edizione del 1982, disputata a Ginevra, la competizione si limitò ad una sfida “challenge” tra i francesi del Paris Saint-Germain e gli svizzeri del Servette.

## Prima Edizione – 1979
La prima edizione vide la partecipazione di due formazioni belghe (l'Anderlecht ed il RWD Molenbeek), degli spagnoli del Real Madrid e dei tedeschi del Colonia. La competizione si svolse nell'agosto del 1979 a Bruxelles e prese anche il nome di Tournoi du Millénaire de Bruxelles, in relazione all'anniversario della fondazione della città di Bruxelles. Venne logisticamente organizzata dalla federazione calcistica belga. La coppa venne vinta dalla Real Madrid che si impose in finale ai calci di rigore sul Colonia.
Semifinali
07-08-1979
 Real Madrid -  Anderlecht		2-0
Real Madrid: García Remón; San José, Pirri, Benito, Camacho; Ángel (García Hernández 66´), Del Bosque, Stielike; Juanito, Santillana (R.Martínez 63´), Cunningham.
Anderlecht: Koncilia; Van Binst, Jaspers, Dusbaba, Rombust (Ceuppens 67´); Vercauteren, Haan, De Groot; Van der Elst, Nielsen, Martens (Electeur 81´).
Reti: 1-0 García Hernández 67´, 2-0 Roberto Martínez 89´
07-08-1979
 Colonia -  RWD Molenbeek    2-0
Reti: 1-0 Konopka 18´, 2-0 Littbarski 40´
Finale per il terzo posto
09-08-1979
 Anderlecht -  RWD Molenbeek    4-1
Reti: 1-0 Martens 17´, 1-1 Boskamp 29´, 2-1 Martens 39´, 3-1 Haan 57´, 4-1 Nielsen 88´
Finale per il primo posto
09-08-1979
 Real Madrid -  Colonia 1-1 (3-2 dopo i calci di rigore)
Real Madrid: García Remón; San José, Pirri, Camacho, García Cortés (Isidro 64´); Ángel (Portugal 64´), Del Bosque, Stielike; Juanito (R. Martínez 60´), Santillana, Cunningham.
FC Köln:  Schumacher; Konopka (Willmer 60´), Cullmann, Zimmermann (Willkomm 69´), Prestin; Strack, Kroth, Neumann; Littbarski, Müller, Okudera.
Reti: 0-1 Littbarski 12´, 1-1 San José 85´

## Seconda Edizione – 1980
La Seconda edizione vide la partecipazione di formazioni italiane e formazioni bulgare: la Roma, vincitrice della Coppa Italia nella stagione 1979-80 ed il CSKA Sofia, vincitrice del Campionato Bulgaro nella stagione 1979-80, in sostituzione del Levski Sofia, vincitrice della Coppa di Bulgaria che aveva rinunciato alla partecipazione; vennero inoltre invitate anche l'Associazione Calcistica Perugia Calcio ed il Trakia Plovdiv.  
La competizione si svolse nel dicembre del 1980 a Roma (Stadio Olimpico) e a Perugia (Stadio Renato Curi) e prese anche il nome di Trofeo Ponte (quest'ultima dicitura dal nome dell'azienda alimentare, sponsor della manifestazione). Venne logisticamente organizzata dalla Federazione calcistica italiana e dalla Federazione calcistica bulgara. La coppa venne vinta dalla Roma che batté in finale il Perugia per 5 a 2.
Semifinali
07/12/1980 (a Roma)
 Roma -  Trakia Plovdiv 3-0
07/12/1980 (a Perugia)	
 Perugia -  CSKA Sofia 2-2 (6-5, dopo i calci di rigore)
Finale per il terzo posto
08/12/1980 (a Perugia)
 Trakia Plovdiv -  CSKA Sofia 2-0
Finale per il primo posto
08/12/1980 (a Roma) 	
 Roma  -  Perugia 5-2

## Terza Edizione – 1981
La terza edizione vide la partecipazione delle formazioni bulgare del CSKA Sofia e del Levsky Sofia, degli austriaci dell'Admira Wacker e dei sovietici bielorussi della Dinamo Minsk. La competizione venne denominata  Tournament for the 1300th Anniversary of Bulgaria (in memoria dell'anniversario dell'indipendenza dello Stato bulgaro). L'edizione dapprima in programma nel dicembre del 1981, venne anticipata all'estate dello stesso anno, in un periodo di sosta del campionato bulgaro.
Gruppo 1
25-7-1981   CSKA Sofia -  Admira/Wacker  1-1  a Sofia
25-7-1981   Levski Sofia -  Dinamo Minsk  4-1  a Samokov
27-7-1981   Levski Sofia -  Admira/Wacker 4-1  a Sofia
27-7-1981   CSKA Sofia -  Dinamo Minsk 	0-0  a Sofia
29-7-1981   Levski Sofia -  CSKA Sofia  2-0  a Sofia
29-7-1981   Admira/Wacker -  Dinamo Minsk   0-2  a Sofia
Gruppo 2
25-7-1981   Trakia Plovdiv -  Argeș Pitești 3-2  a Plovdiv
25-7-1981    Slavia Sofia -  Sporting Lisbona 2-2  a Kardjali
27-7-1981   Trakia Plovdiv -  Sporting Lisbona 1-2  a Kardjali
27-7-1981   Slavia Sofia -  Argeș Pitești 2-1  a Sofia
29-7-1981   Argeș Pitești -  Sporting Lisbona 0-1  a Kardjali
29-7-1981   Trakia Plovdiv -  Slavia Sofia 4-2  a Plovdiv
Finale
1-8-1981   Sporting Lisbona -  Levski Sofia 3-2  a Sofia

## Quarta Edizione – 1982
La quarta edizione della competizione venne organizzata nel formato di sfida “challenge” come inizialmente ideato dagli organizzatori e vide la partecipazione degli svizzeri del Servette e dei francesi del Paris Saint Germain. La competizione venne denominata Coppa Franco-Svizzera. L'edizione si svolse a Ginevra il 14 luglio del 1983.
Stade des Charmilles, Ginevra
 Servette -  Paris Saint-Germain	3-5
Servette: Burgener (46'de Choudens), Geiger, Hasler, Renquin, Dutoit, 46'Caccipaglia), Barberis (46'Henry), Schnyder, Decastel, (72'Navarro), Castella, Brigger, Jaccard.
Paris Saint-Germain: Baratelli, Bathenay, Abrecu (46'Janvion), Pilorget, Panasi, Caremba, Lemoult, Dalheb, Rocheteau, Susic, Toko (46'N'Gom).
Reti: 23' Rocheteau, 38' Geiger (autorete), 44' Toko, 45' Pilorget, 54' Schnyder, 57' Brigger, 59' Rocheteau, 76' Brigger

## Albo d'oro
| Edizione | Anno | Sede della finale                    | Vincitore           | Finalista/Secondo posto |
| -------- | ---- | ------------------------------------ | ------------------- | ----------------------- |
| I        | 1979 | Stadio Heysel (Bruxelles)            | Real Madrid         | Colonia                 |
| II       | 1980 | Stadio Olimpico (Roma)               | Roma                | Perugia                 |
| III      | 1981 | Stadio dell'Esercito Bulgaro (Sofia) | Sporting Lisbona    | Levski Sofia            |
| IV       | 1982 | Charmilles Stadium (Ginevra)         | Paris Saint-Germain | Servette                |